# Jenna O'Hea
Jenna O'Hea (Traralgon, 6 de junho de 1987) é uma basquetebolista profissional australiana, medalhista olímpica.

## Carreira
O'Hea integrou a Seleção Australiana de Basquetebol Feminino, nos Jogos Olímpicos de Londres 2012, conquistando a medalha de bronze.